# 維多利亞·彭德爾頓
維多利亞·彭德爾頓，CBE（Victoria Pendleton，1980年9月24日—）生於貝德福德郡，英國女子自行车運動員，曾獲2008年北京奧運爭先賽金牌及2012年倫敦奧運爭先賽銀牌。